# Zhou Tong (Fußballspieler)
Zhou Tong (chinesisch 周通; * 12. Januar 1990 in Zibo, Shandong) ist ein chinesischer Fußballspieler.

## Karriere
Nachdem er in seiner Jugend von 2002 bis 2005 bei Beijing Guoan gespielt hatte, agierte er danach bis mindestens 2007 beim Hebei FC. Zum Start des Jahres 2010 wechselte er zum Verein Dalian Professional, mit dem er es später in die erstklassige Chinese Super League schaffte. Ab Februar 2015 spielte er nur noch für die Reservemannschaft und kam in der Saison 2015 überhaupt nicht zum Einsatz. Im Sommer 2015 fand er mit Tianjin Jinmen Tiger einen neuen Klub in der CSL, für den er fast drei Jahre auflief. Er verließ den Klub im Februar 2018 und schloss sich für drei Jahre Wuhan Yangtze an, der in der zweitklassigen League One unterwegs war. Durch den Aufstieg als Meister, nach der Saison 2018, kehrte er ins Oberhaus zurück und blieb dem Klub noch zwei weitere Spielzeiten treu.
Im April 2021 kehrte er zu Tianjin Jinmen zurück, war diesmal jedoch lediglich Ergänzungsspieler. Seit Februar 2023 steht er in Neuseeland beim Auckland City FC unter Vertrag. Mit Auckland gewann er bislang einmal die Meisterschaft und zwei Mal die OFC Champions League. Auch nahm er mit dem Team an der Klub-Weltmeisterschaft und am Interkontinental-Pokal 2024 teil.